# Sveta Martina
Sveta Martina, poznata i kao sv. Martina Rimska, bila je ranokršćanska djevica, mučenica i svetica.

## Životopis
Bila je rodom Rimljanka. Bila je poznata po Rimu zbog plemenitaškog roda, silnog bogatstva i svetog života živjela. Gotovo čitavo svoje bogatstvo podijelila je sirotinji.
Nakon što je su je izveli pred sud, odbila je prinijeti žrtve u Apolonovu hramu. Prema predaji nakon što se u hramu prekrižila on se urušio. Nakon toga su je dali bičevati. Kasnije je u amfiteatru bačena pred lava koji joj legao pred noge. Naposljetku joj je odrubljena glava.

## Štovanje
Spomendan joj je 30. siječnja.
U 6. stoljeću sagrađena je u Rimu crkvu njoj u čast gdje se čuvalo njeno tijelo.
Slikar Pietro da Cortona otkrio je 25. listopada 1634. u kripti crkve njezine relikvija. Ondašnji papa Urbana VIII. obnavlja crkvu i spjeva joj himan „Non Illam Crucians” svetici u čast te dva psalma koji su uvršteni u časoslov.

### Knjige
- Lach, Maksimilijan. 1939. Životi svetaca za svaki dan u siječnju. 1. Hrvatsko književno društvo sv. Jeronima u Zagrebu. Zagreb.

### Članci
- Connors, Joseph. 1998. Pietro da Cortona 1597-1669. Journal of the Society of Architectural Historians (engleski). Journal of the Society of Architectural Historians. 57 (3): 318–321

## Vanjske poveznice
Ostali projekti
|  | Zajednički poslužitelj ima još gradiva o temi Sveta Martina |